# Liste der Monuments historiques in Sainte-Eusoye
Die Liste der Monuments historiques in Sainte-Eusoye führt die Monuments historiques in der französischen Gemeinde Sainte-Eusoye auf.

## Liste der Bauwerke
| Bezeichnung         | Beschreibung                           | Standort | Kennzeichnung | Schutzstatus | Datum | Bild           |
| ------------------- | -------------------------------------- | -------- | ------------- | ------------ | ----- | -------------- |
| Ferme de Troussures | Ehemalige Grangie des Klosters Chaalis | (Lage)   | PA00114979    | Inscrit      | 1989  | weitere Bilder |

## Liste der Objekte
| Bezeichnung | Beschreibung           | Standort                        | Kennzeichnung | Schutzstatus | Datum | Bild |
| ----------- | ---------------------- | ------------------------------- | ------------- | ------------ | ----- | ---- |
| Taufbecken  | Stein, 11. Jahrhundert | in der Kirche Ste-Eusoye (Lage) | PM60001415    | Classé       | 1913  |      |